# Уенди Браун
Уенди Браун (на английски: Wendy Brown) е професор по политология в Калифорнийския университет, Бъркли.

## Биография
Браун получава бакалавърска степен от Калифорнийския университет в Санта Круз и докторска степен по политическа философия в Принстън през 1983 г. Преди да отиде в Бъркли през 1999 г., тя преподава в Уилямс Колидж и Калифорнийския университет в Санта Круз.
Браун има съществени приноси за пост-фукоянската политическа теория, критически правни изследвания и феминистка теория. В частност, използва идеите на Маркс, Ницше, Макс Вебер, Фройд, теоретиците на Франкфуртската школа, Мишел Фуко и съвременните континентални философи, да отговори на проблемите за политическата сила/власт, политиката на идентичността, гражданството и политическата субектност. Най-новите изследвания на Браун се фокусират върху концепцията за политическата суверенност и връзката с глобализацията и други транснационални сили.
Браун е лесбийка. Живее с половинката си Джудит Бътлър, с която има един син.